# 小島 (愛媛県)
小島（おしま）は、瀬戸内海のほぼ中央部、来島海峡の西部に位置する有人島。愛媛県今治市に属する。来島群島を構成する島のひとつ。離島指定。
明治30年代に日露戦争に備えて芸予要塞が築かれ、遺跡が島内に数多く残されている。
面積0.50 km2、周囲3 kmの「琵琶」の形をした小さい島。集落・船着場・港（漁港）は島の南側にあり、2007年1月31日現在、21世帯、人口33人で、漁業、農業、海運業で生計を立てている世帯が多い。

## 歴史

### 中世以前
長らく無人島であったが、元禄時代に近くの来島から8世帯が移り住み、開拓した。いずれも来島村上水軍の末裔とされる。

### 明治から太平洋戦争まで
19世紀末、東アジアでの緊張が高まり、政府はロシア海軍の進攻に供えて瀬戸内海への要塞建設を計画した。調査を命じられた陸軍の上原勇作は小沢武雄中将に随行し1889年（明治22年）に欧州の要塞を巡視、1892年（明治25年）には瀬戸内の要塞適所を視察し、今治にも投宿した。1896年（明治29年）から翌年にかけて芸予諸島を調査、小島は大久野島（広島県）とともに砲台が設置されることとなった。勇作の調査に基づき軍事施設配置計画が立てられ、島の北部に砲台、司令塔、探照灯が、中部、山頂付近に砲台、発電所が設けられた。南部の集落の裏山には兵舎、弾薬庫が計画された。南端の岬にも探照灯と砲台が計画された。1899年（明治32年）に建設が始まり、翌年3月に完成した。芸予要塞と名づけられて海の守りについていたが、軍事上の理由で当時の詳細な記録は残されていない。実際には日露戦争には使われることはなかった。
大正時代に入ると、飛行機による偵察が一般的となり海の要塞の必要性が低下した。このため、1922年（大正11年）砲台は廃止されることとなり、当時の波止浜町では払い下げを希望し、1923年（大正13年）に払い下げが許可された。ただし、許可条件として、陸軍機による爆撃演習の標的とすることとなり、1926年（大正15年）8月に陸軍機による二度にわたる爆撃演習が行なわれたが、当時は爆撃技術の習得途上でもあり、確たる成果なく終わったと伝えられる（二度目は悪天候のため中止）。結果として砲台は破壊をまぬかれた。
その後、地元出身の実業家が公園として整備したが、太平洋戦争に入り利用されることはなくなった。

### 太平洋戦争後
太平洋戦争後は、食糧増産の必要から関係施設の多くは壊され、畑等に変えられた。食糧事情が改善した後は旧軍の施設として省みられることもなく、荒れるにまかされていた。波止浜町は1955年に今治市に合併するが、今治市になっても小島の格別の変化はなかった。しかし、昭和40年代半ば頃から観光開発の気運が芽生え始め、今治市も1970年（昭和45年）に観光開発計画を策定、砲台跡地への道路の整備、ツバキの植栽を行った。地元ではボランティアによる清掃・草刈り等が続けられている。1994年には自然体験施設「風の顔らんど小島」が開設されたが、2019年に閉鎖された。
2001年に「芸予要塞・小島砲台跡」が土木学会選奨土木遺産に選ばれる。

## 交通
- 有限会社くるしま
  - 波止浜 - 来島 - 小島 - 馬島

## ギャラリー

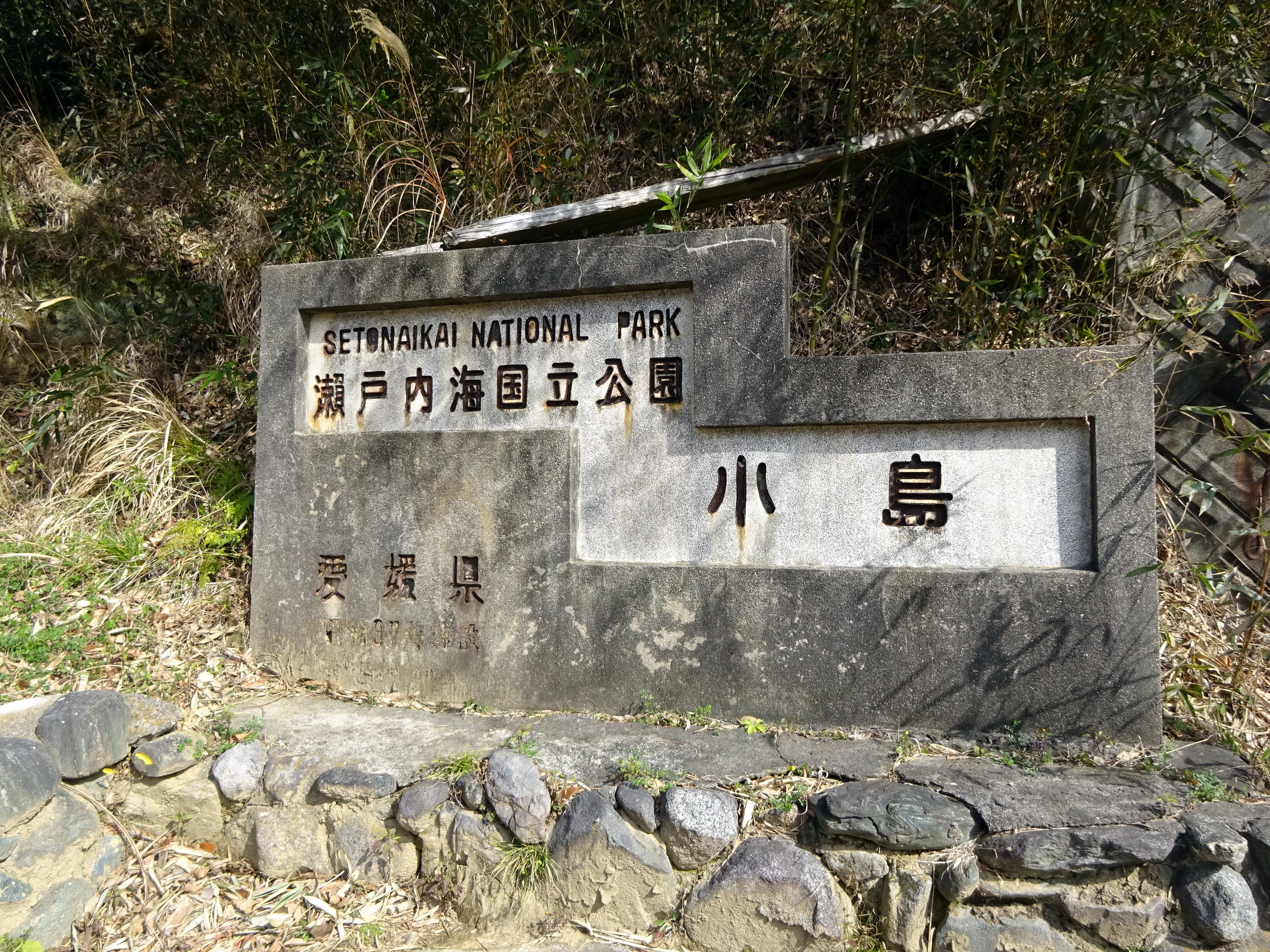
瀬戸内海国立公園「小島」
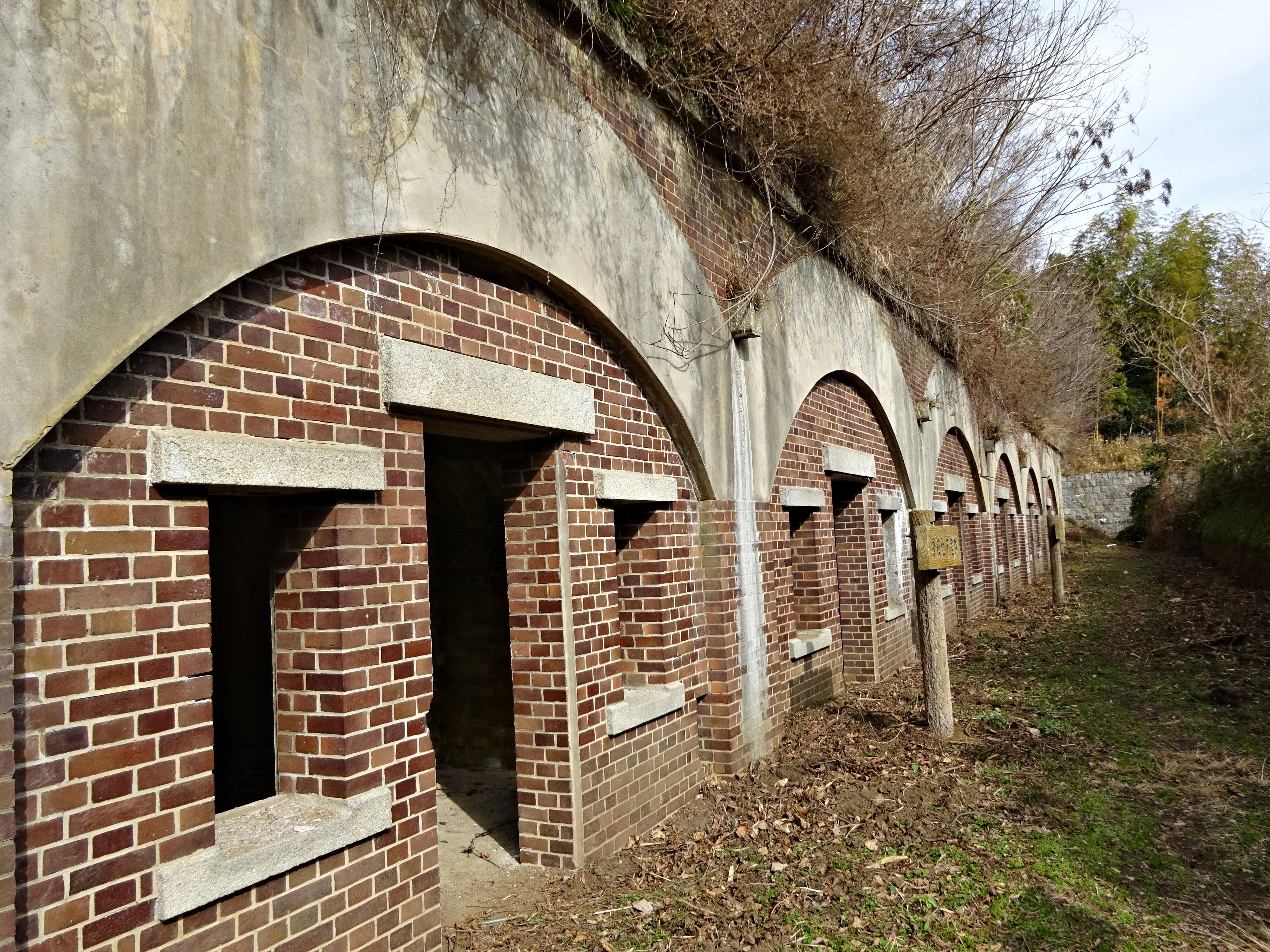
弾薬地下倉庫
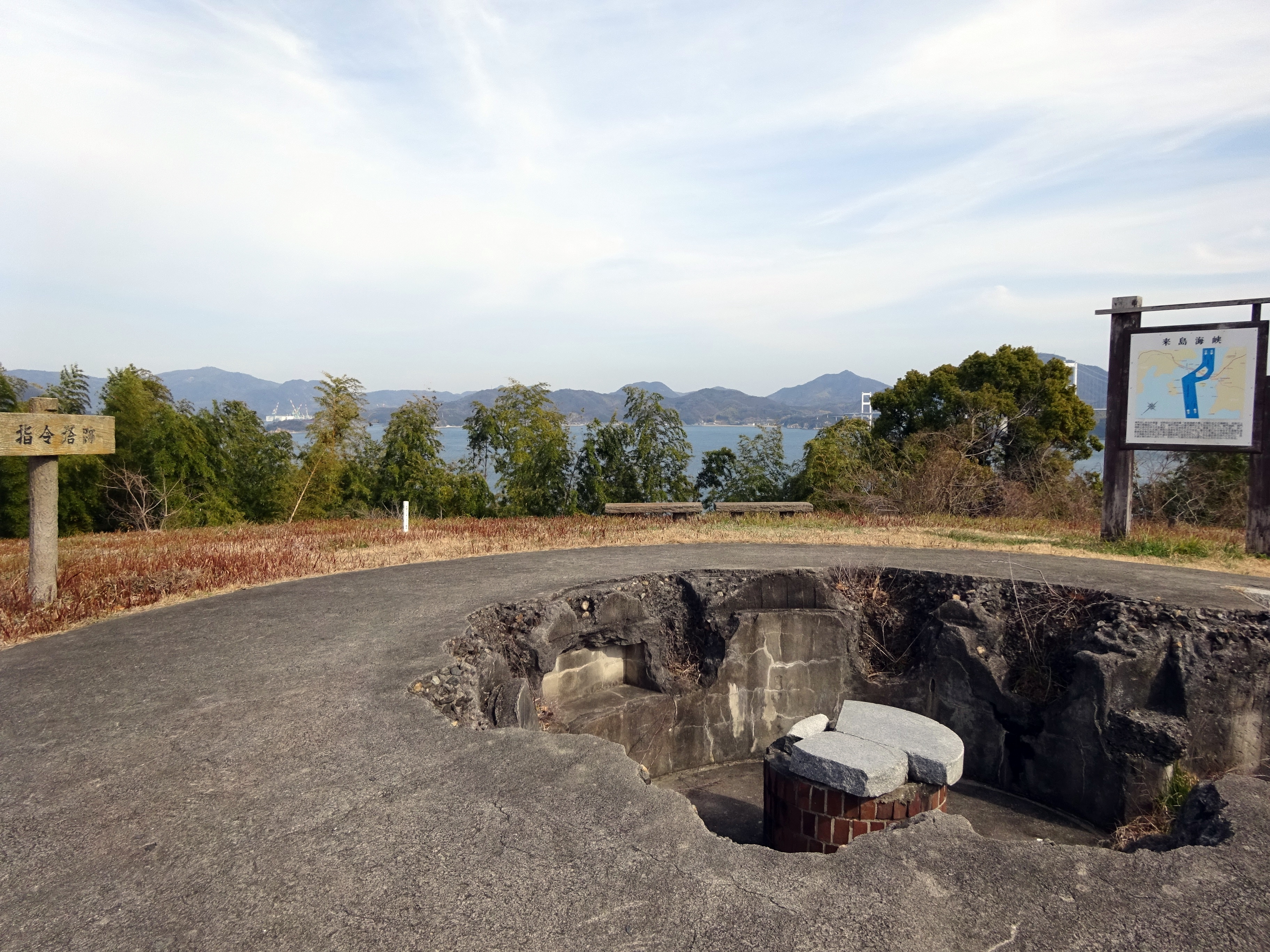
芸予要塞司令塔跡
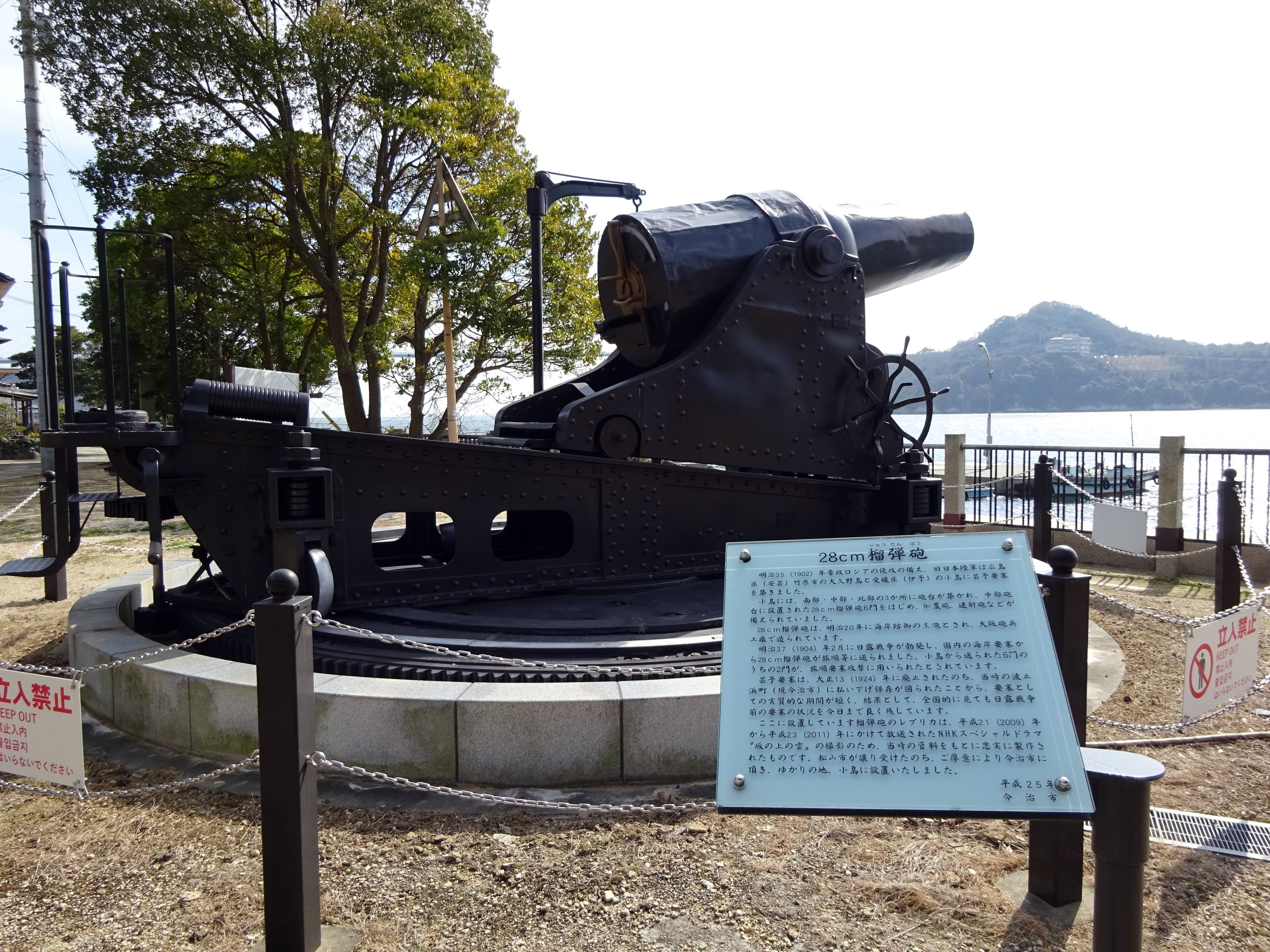
28cm榴弾砲